# داميون جاكوبس
داميون جاكوبس (15 يناير 1985 في جامايكا - ) (بالإنجليزية: Damion Jacobs)‏ هو لاعب كريكت جامايكي. شارك مع منتخب جامايكا الوطني للكريكت. أما مع النوادي، فقد لعب مع Barbados Royals ‏.

## وصلات خارجية
- داميون جاكوبس على موقع إي آس بي آن كريك إنفو (الإنجليزية)